# Okręg Szkolny Lubelski
Okręg Szkolny Lubelski – jeden z okręgów szkolnych II RP, utworzony rozporządzeniem Ministra Wyznań Religijnych i Oświecenia Publicznego z 8 sierpnia 1925 roku, w przedmiocie tymczasowych władz szkolnych.

## Historia
Od 1 maja 1923 do 31 sierpnia 1925 w Lublinie istniała Ekspozytura Oddziału Finansowego Kuratorium Okręgu Szkolnego Warszawskiego, której kierownikiem był Kazimierz Juszczakowski. 1 września 1925 na terenie województwa lubelskiego utworzono Okręg Szkolny Lubelski z wydzielonego terytorium Okręgu Szkolnego Warszawskiego. Pierwszym kuratorem został Ignacy Pytlakowski.
Kuratorzy lubelscy:
- 1925–1927: Ignacy Pytlakowski
- 1927–1928: Kazimierz Pieracki
- 1928–1931: Eustachy Nowicki
- 1931: Stanisław Bugajski
- 1931–1937: Stanisław Lewicki
- 1937–1939: Sylwester Klebanowski

## Obwody szkolne
W 1933 roku rozporządzeniem Prezydenta Rzeczypospolitej z 4 lipca 1933 r. o organizacji obwodowych władz szkolnych, dla celów administracji w zakresie szkolnictwa, okręgi szkolne zostały podzielone na obwody, zawierające jeden lub więcej powiatów i były zarządzane przez inspektorów szkolnych.
W 1933 roku Okręg Szkolny Lubelski został podzielony na obwody:
- Obwód bialsko-podlaski – powiaty: bialski i radzyński
- Obwód chełmski – powiaty: chełmski i włodawski
- Obwód lubelski miejski – miasto Lublin
- Obwód lubelski – powiaty: lubelski, lubartowski i janowski
- Obwód puławski – powiaty: puławski i garwoliński
- Obwód siedlecki – powiaty: siedlecki i łukowski
- Obwód sokołowski – powiaty: sokołowski i węgrowski
- Obwód tomaszowski – powiaty: tomaszowski i hrubieszowski
- Obwód zamojski – powiaty: zamojski, biłgorajski i krasnostawski

W 1939 roku rozporządzeniem Ministra WRiOP z 31 grudnia 1938 r. o zmianie podziału okręgów szkolnych na obwody. Okręg Szkolny Lubelski został podzielony na 16 obwodów, dostosowanych do podziału na powiaty: 

- bialski,
- biłgorajski,
- chełmski,
- hrubieszowski,
- janowski,
- krasnostawski,
- lubartowski,
- lubelski (miejski),
- lubelski,
- łukowski,
- puławski,
- radzyński,
- siedlecki,
- tomaszowski,
- włodawski,
- zamojski.

Rozporządzenie weszło w życie 1 kwietnia 1939 roku.

## Okręg w PRL
W 1946 roku utworzono Okręg Szkolny Lubelski na teren województwa lubelskiego. W 1975 roku w wyniku reformy podziału administracyjnego Polski zlikwidowano okręgi szkolne i utworzono wojewódzkie Kuratorium Oświaty i Wychowania w Lublinie.
Kuratorzy Okręgu Szkolnego Lubelskiego:
- 1944–1949: Franciszek Krzemień-Ojak
- 1949–1951: Stanisław Kowalczyk
- 1958–1959: Marian Szymański
- 1959–1968: Edward Zachajkiewicz
- 1968: Władysław Salwowski
- 1969–1975: Tadeusz Kącki